# 29. august
29. august er dag 241 i året i den gregorianske kalender (dag 242 i skudår). Der er 124 dage tilbage af året.

### Begivenheder
Født - Dødsfald
- 1756 - Den Preussiske Syvårskrig begynder med, at preussiske styrker under ledelse af Frederik den Store går ind i Sachsen.
- 1807 - Slaget ved Køge, også kendt som "Træskoslaget", finder sted.
- 1831 - Michael Faraday opdager den elektromagnetiske induktion.
- 1885 - Danmark sætter kulderekord i august med -2,0 °C målt i Varde.
- 1885   - Gottlieb Daimler patenterer motorcyklen.
- 1943 - Den danske regering træder tilbage efter en lang række af strejker og uroligheder vendt mod tyskerne og regeringen. Formelt består regeringen dog frem til 5. maj 1945. Tyskerne angriber danske militæranlæg.
- 1945 - 106 modstandsfolk og 31 KZ-lejrfanger bliver begravet i Mindelunden i Ryvangen.
- 1950 - Mindelunden i Ryvangen bliver officielt indviet.
- 1966 - The Beatles' sidste planlagte koncert finder sted i Candlestick Park i San Francisco.
- 1996 - Vnukovo Airlines Flight 2801 styrter ned på Svalbard, og 141 mennesker omkommer i den værste flyulykke i Norges historie.
- 2005 - Orkanen Katrina rammer den amerikanske golfkyst, herunder New Orleans, og mere end 1.800 mennesker omkommer, ligesom der anrettes skader for over 750 mia. kr.
- 2012 - De 14. paralympiske lege indledes i London med en åbningsceremoni.
- 2017 - Polsk svømmer Sebastian Karaś svømmede over Østersøen fra Kołobrzeg (Polen) til Bornholm uden at forlade vandet som den første i historien (afstand 100 km, ca. 30 timer)

### Født
- 1632 - John Locke, engelsk filosof (død 1704).
- 1780 - Jean Auguste Dominique Ingres, fransk maler (død 1867).
- 1862 - Maurice Maeterlinck, belgisk forfatter og modtager af Nobelprisen i litteratur (død 1949).
- 1897 - Helge Rosvænge, dansk tenor (død 1972).
- 1898 - Preston Sturges, amerikansk filminstruktør (død 1959).
- 1915 - Ingrid Bergman, svensk skuespiller (død 1982).
- 1920 - Charlie Parker, amerikansk jazzsaxofonspiller (død 1955).
- 1923 - Richard Attenborough, engelsk skuespiller og filminstruktør (død 2014).
- 1924 - Dinah Washington, amerikansk jazzsanger (død 1963).
- 1936 - John McCain, amerikansk senator og præsidentkandidat (død 2018).
- 1938 - Elliott Gould, amerikansk skuespiller.
- 1939 - Joel Schumacher, amerikansk filminstruktør (død 2020).
- 1941 - Ole Ritter, dansk cykelrytter og direktør.
- 1946 - Bob Beamon, amerikansk atletikudøver.
- 1947 - James Hunt, britisk racerkører.
- 1947   - Jørn Okbo, dansk jazztrommeslager, skribent, foredragsholder og tidligere radiovært.
- 1948 - Annisette Koppel, dansk sangerinde.
- 1958 - Michael Jackson, amerikansk sanger (død 2009).
- 1962 - Rebecca De Mornay, amerikansk skuespiller.
- 1967 - Jiří Růžek, tjekkisk fotograf.
- 1974 - Kenneth Perez, dansk fodboldspiller.
- 1975 - Pelle Hvenegaard, dansk skuespiller og tv-vært.
- 1976 - Jon Dahl Tomasson, dansk fodboldspiller.
- 1979 - Elisa Kragerup, dansk sceneinstruktør.
- 1979 - Ruslan Lobanov, ukrainsk fotograf.
- 1980 - Tom Reidar Haraldsen, norsk fodboldspiller.
- 1987 - Piotrek Wasilewski, dansk-polsk musiker.
- 1993 - Liam Payne, engelsk sanger (død, 2024)

### Dødsfald
- 30 f.Kr. - Kleopatra, egyptisk dronning (født 69 f.Kr.)
- 1030 - Olav den Hellige, norsk konge (født 995).
- 1123 - Øystein Magnusson, norsk konge (født 1088).
- 1799 - Pius 6., italienskfødt pave (født 1717).
- 1848 - Martinus Rørbye, dansk maler (født 1803).
- 1877 - Brigham Young, amerikansk mormonleder (født 1801).
- 1944 - Morten Nielsen, dansk digter (født 1922).
- 1965 - C.V. Bramsnæs, dansk politiker, minister og nationalbankdirektør (født 1879).
- 1972 - Lale Andersen, tysk sanger (født 1925).
- 1976 - Jimmy Reed, amerikansk bluessanger (født 1925).
- 1982 - Ingrid Bergman, svensk skuespiller (født 1915).
- 1987 - Lee Marvin, amerikansk skuespiller (født 1924).
- 1992 – Jannik Bjerrum, dansk kemiker og professor (født 1909)
- 1999 - Willy Rathnov, dansk skuespiller (født 1937).
- 2006 - Lykke Nielsen, dansk skuespillerinde (født 1946).
- 2016 - Gene Wilder, amerikansk skuespiller (født 1933).
- 2020 - Johnny Vang-Lauridsen, dansk erhvervsleder, kendt som “ Margarinedronningen” (født 1934).

|  | Denne datoartikel kan blive bedre, hvis der indsættes et (bedre) billede Du kan hjælpe ved at afsøge Wikimedia Commons for et passende billede eller uploade et godt billede til Wikimedia Commons iht. de tilladte licenser og indsætte det i artiklen. |